# 春日部警察署
春日部警察署（かすかべけいさつしょ）は、埼玉県春日部市にある、埼玉県警察が管轄する警察署。署長は警視。

## 所在地
- 埼玉県春日部市大沼一丁目82番地

## 管轄区域
- 春日部市

## 管内の交番・駐在所

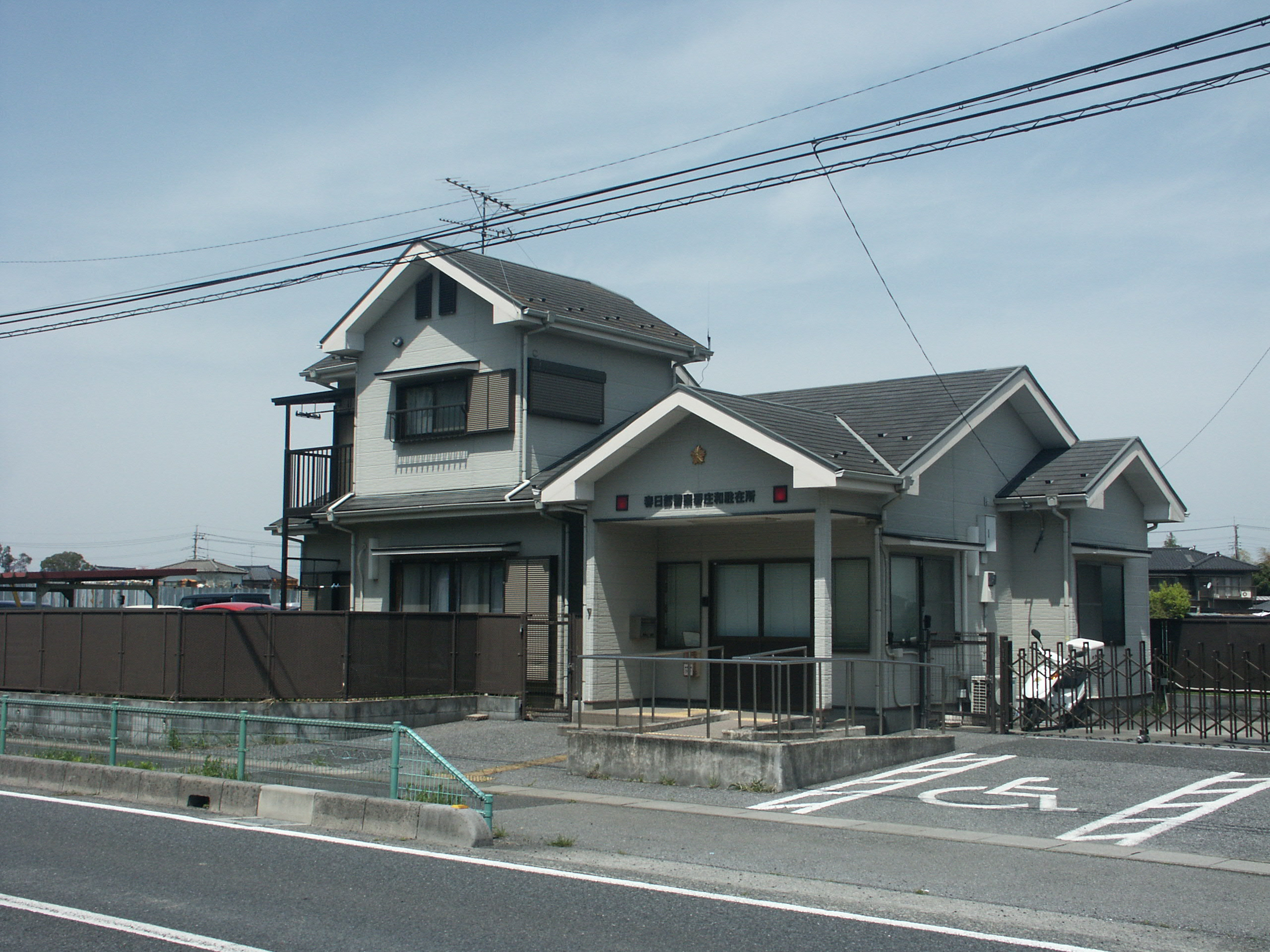
庄和駐在所

括弧内は所在地で、いずれも春日部市。
交番
- 春日部駅東口交番（粕壁1丁目7番12号）
- 春日部駅西口交番（中央一丁目42番1号）
- 武里交番（大場1011番地6）
- 幸松交番（小渕876番地3）
- 一の割交番（一ノ割四丁目6番1号）
- 南桜井駅前交番（米島1185番地30）
- 豊春駅前交番（上蛭田138番地7）
- 牛島交番（牛島1392番地3）

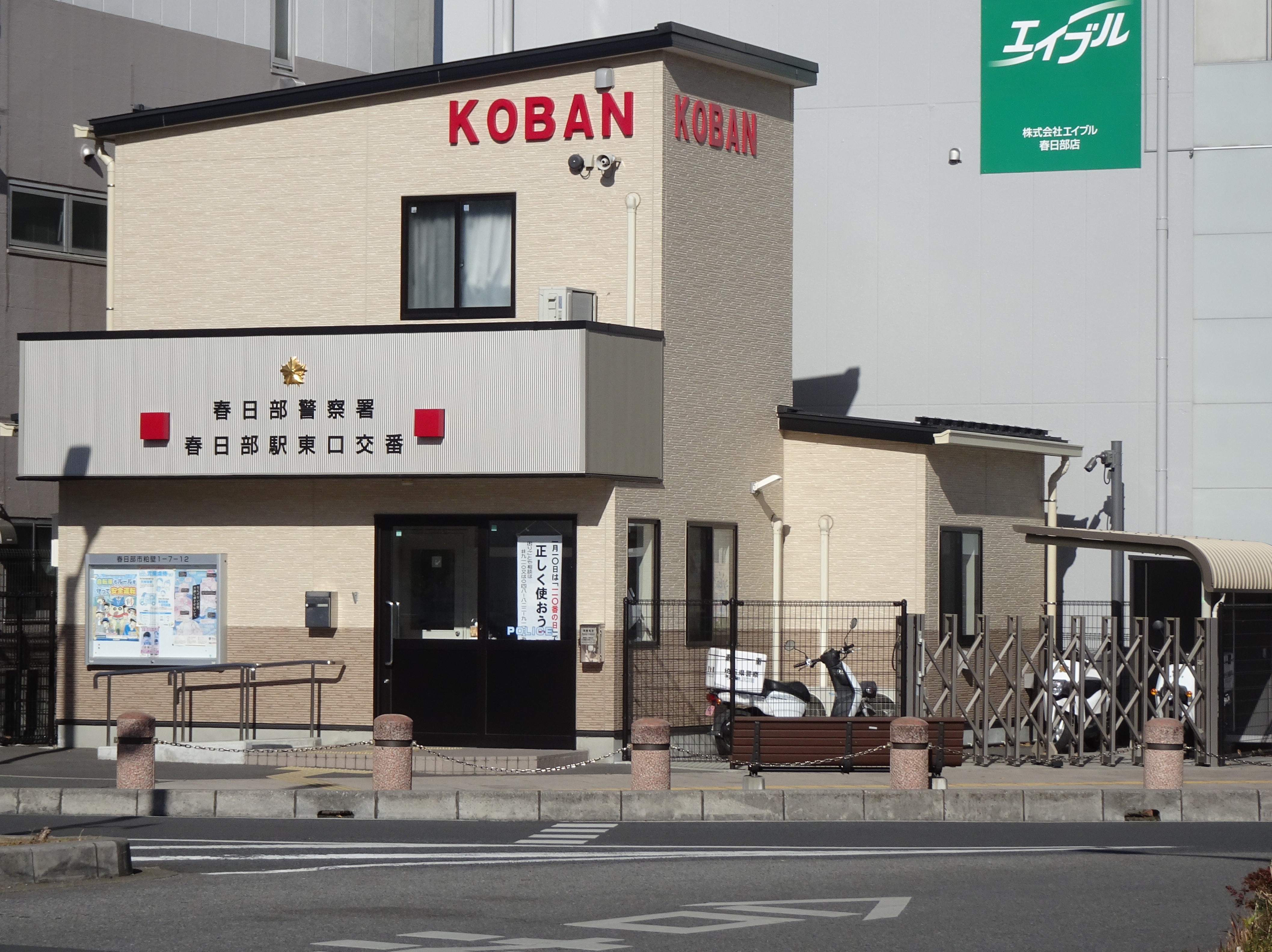
春日部駅東口交番
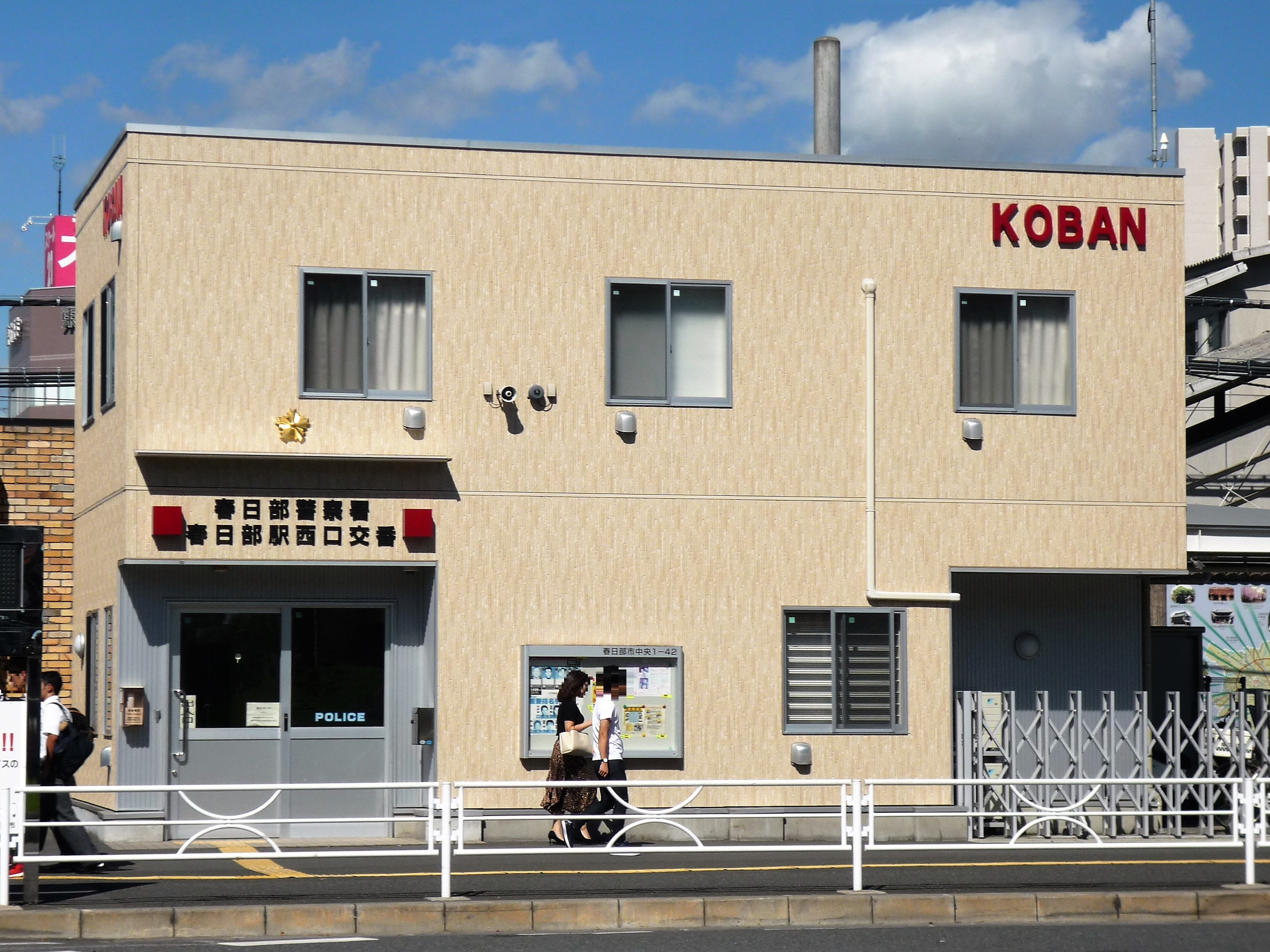
春日部駅西口交番
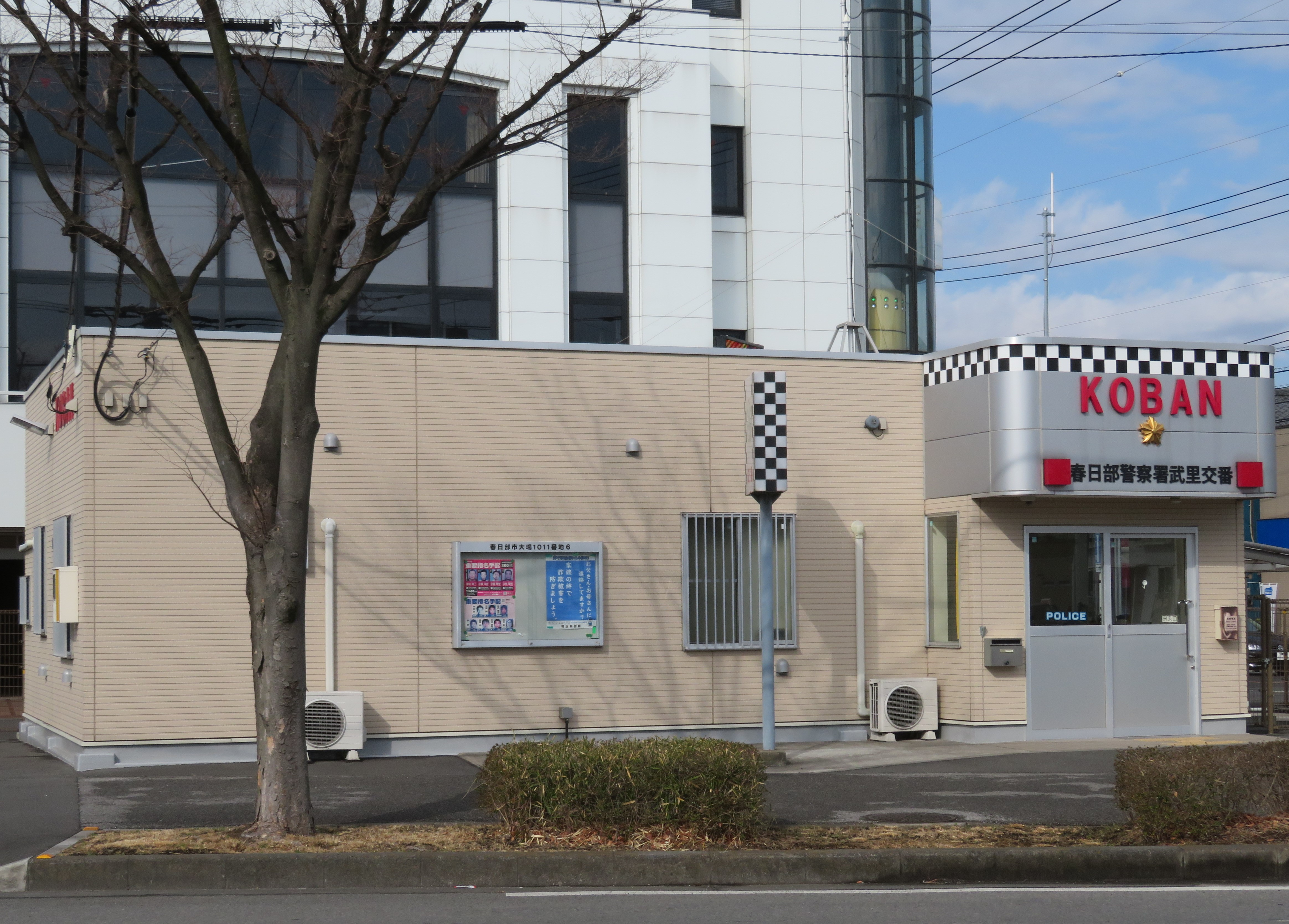
武里交番
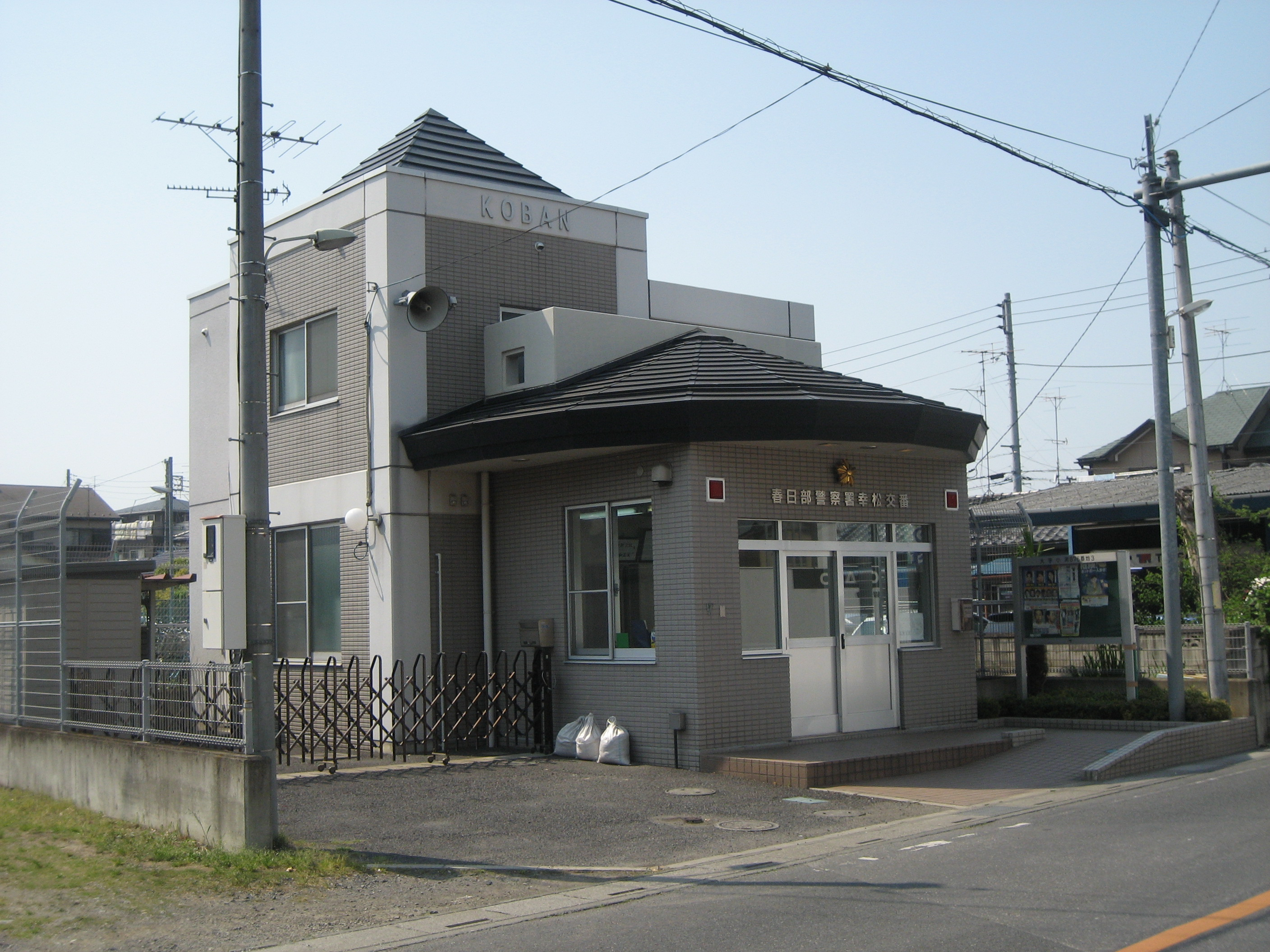
幸松交番
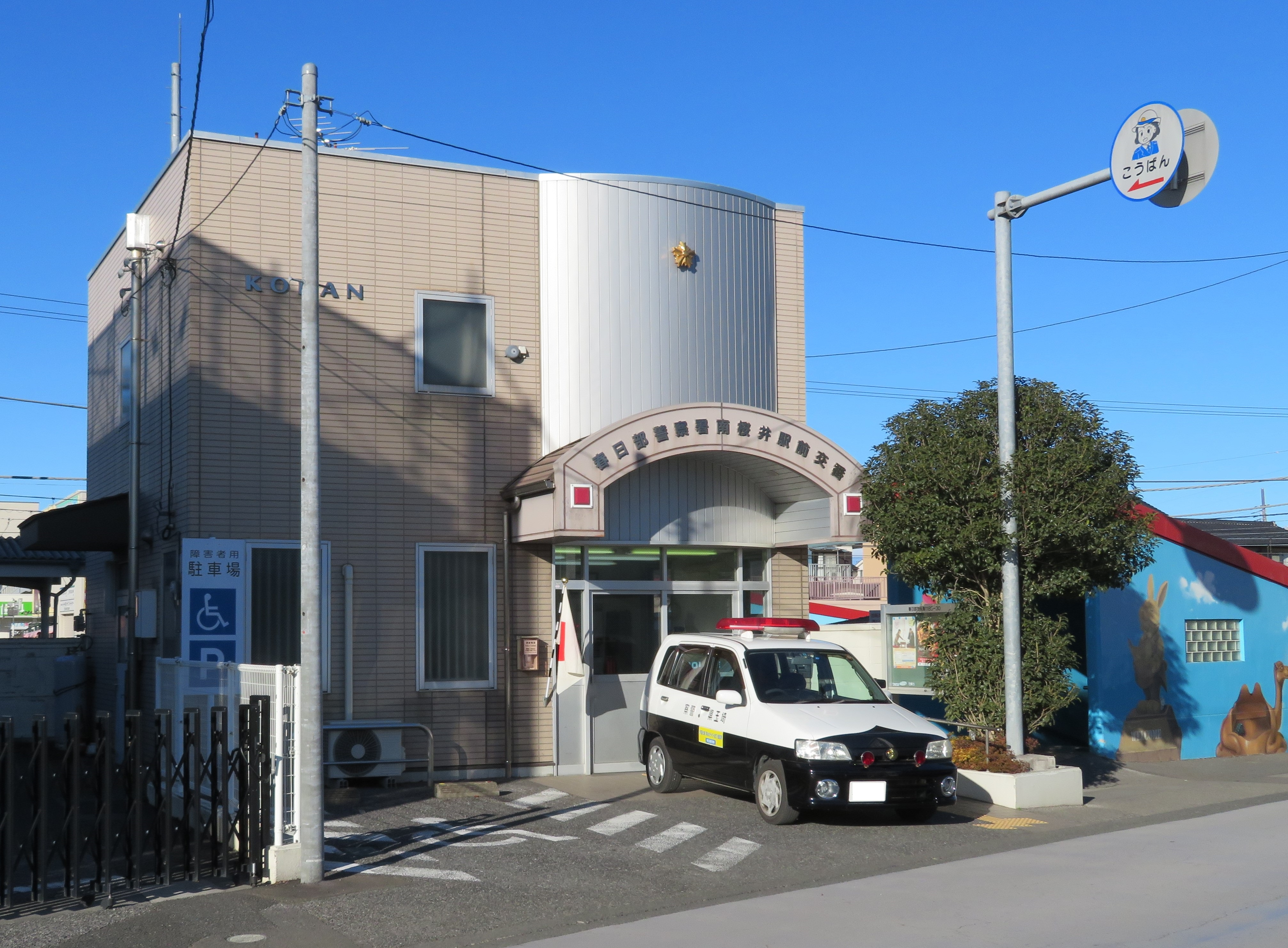
南桜井駅前交番
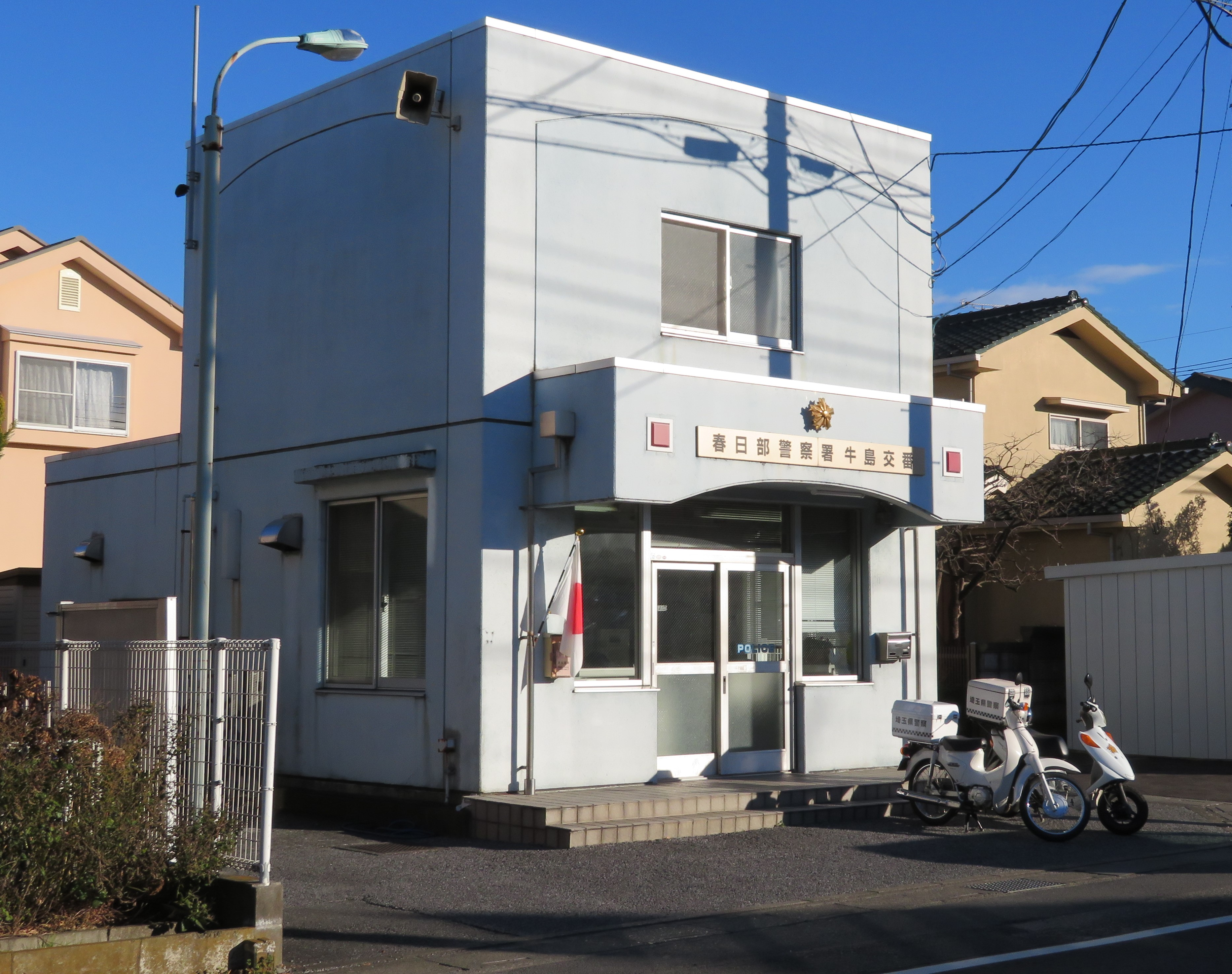
牛島交番
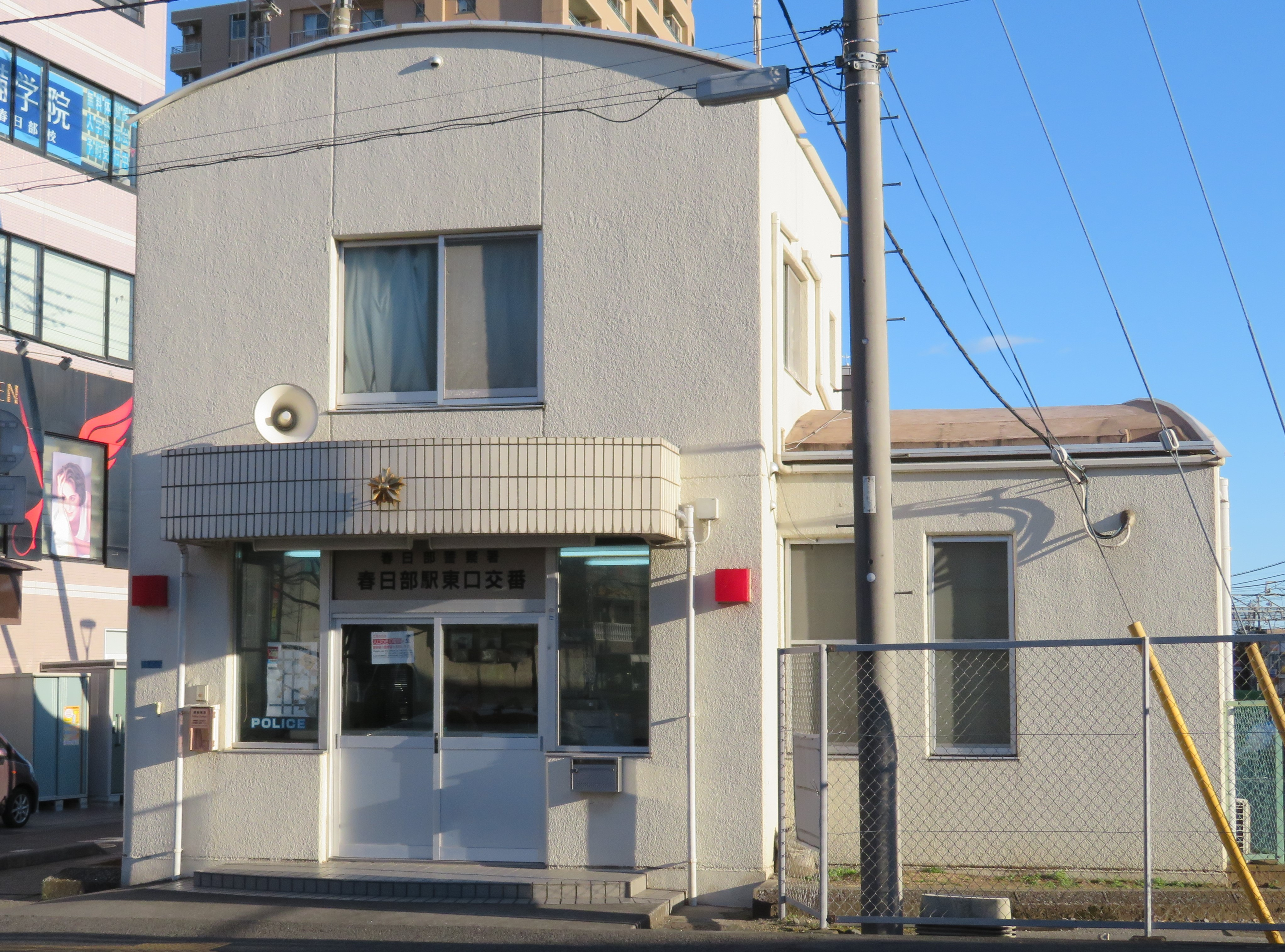
春日部駅東口交番（旧建物）
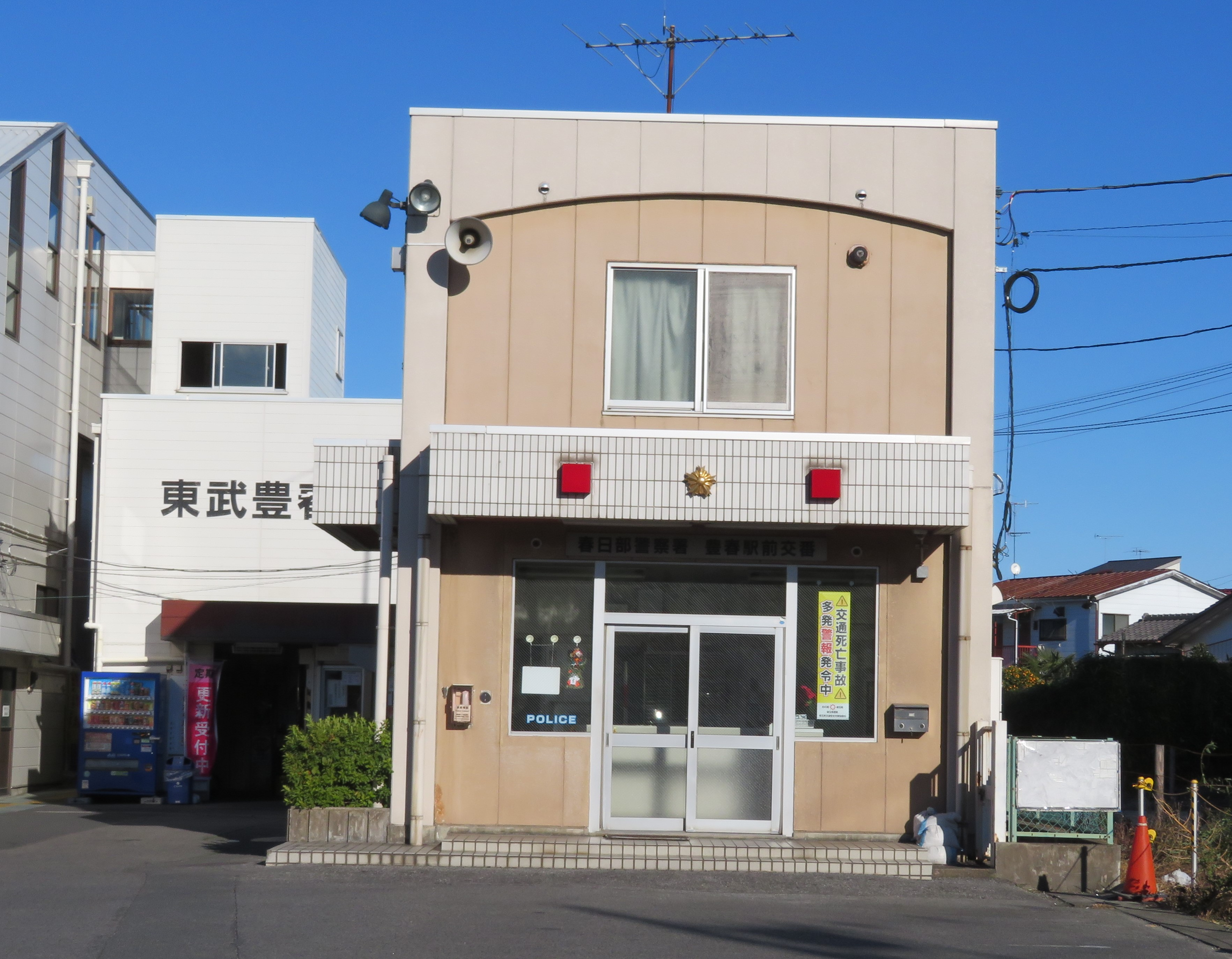
豊春駅前交番（旧建物）

駐在所
- 豊野駐在所（銚子口689番地1）
- 庄和駐在所（金崎401番地7）
- 宝珠花駐在所（西宝珠花71番地3）

- 庄和駐在所

## 沿革
- 1954年（昭和29年）7月 - 新警察法施行に伴い、埼玉県春日部警察署が設置される。
- 2021年（令和3年）3月23日 - 春日部駅高架化に伴い、春日部駅東口交番が粕壁一丁目10番1号から粕壁1丁目7番12号へ移転する。